# 二重生活 (2012年の映画)
『二重生活』（にじゅうせいかつ、原題: 浮城謎事）は、ロウ・イエ監督による2012年の中国・フランス合作のドラマ映画。2012年5月17日、第65回カンヌ国際映画祭「ある視点」部門にて上映された。

## あらすじ
ルー・ジエ（ハオ・レイ）は夫のヨンチャオ（チン・ハオ）と会社を共同経営しているが、ヨンチャオにはサン・チー（チー・シー）という愛人がいる。ルー・ジエの娘とサン・チーの息子が同じ幼稚園に通っていることをきっかけに、夫の不倫を知らないルー・ジエとサン・チーは連絡先を交換しあう。
サン・チーの相談に乗るために喫茶店を訪れたルー・ジエは、ヨンチャオが女子大学生のシャオミン（チャン・ファンユアン）とホテルへ入って行くところを目撃する。サン・チーと別れたルー・ジエは、ホテルから出てきたシャオミンのあとを追い、人気のない山に入ったところで、シャオミンの頭を石で殴りつける。ルー・ジエがその場を立ち去ったのち、サン・チーが姿を現し、シャオミンを崖から突き飛ばす。崖から転がり落ちたシャオミンは、自動車にはねられて命を落とす。
事件の捜査にあたるトン刑事（ズー・フォン）は、シャオミンの携帯電話の記録から、ヨンチャオに容疑の目を向ける。しかし、自動車を運転していた若者たちからシャオミンの母親に多額の示談金が支払われ、捜査の打ち切りが決定する。一方、シャオミンの恋人だったチン・フォン（ジョウ・イエワン）は、事件の全容を解明するために独力で手がかりを探そうとする。
事件の瞬間を目撃していたホームレスの男は、口止め料を求めて、サン・チーと息子の暮らすアパートメントまで足を運ぶようになっていた。サン・チーから相談を受けたヨンチャオは、ホームレスの暮らす山へ入って行き、シャベルでホームレスに暴行を加える。後日、チン・フォンはホームレスの死体を河原で発見する。
夫の不倫を知ったルー・ジエはヨンチャオと離婚し、ヨンチャオはサン・チーと息子とともに新たな生活を始める。事故の現場を訪れたシャオミンの母親は、札束を燃やし、シャオミンを供養する。山の上に立ったシャオミンの幽霊が、その様子を静かに見つめている。

## キャスト
- ルー・ジエ - ハオ・レイ
- ヨンチャオ - チン・ハオ
- サン・チー - チー・シー
- トン刑事 - ズー・フォン
- チン・フォン - ジョウ・イエワン
- シャオミン - チャン・ファンユアン

## 評価
批評家の川口敦子は、ロウ・イエが「限りなくウェルメイドなジャンル映画をきっちりと成立させながら」「さらに深くしぶとい眼を社会に国に向けて」いる、と指摘した。『The Guardian』のピーター・ブラッドショウは、「最後に現れる超自然的なイメージが、作品全体の荒々しく写実主義的なトーンと調和していない」点を批判したうえで、「しかし、本作は自信に満ちあふれた独特な作品である」と述べて、本作に5つ星満点の3つ星を与えた。
2013年の第7回アジア・フィルム・アワードでは作品賞、脚本賞、新人俳優賞（チー・シー）を受賞した。